# Herrera de Valdecañas
Herrera de Valdecañas es un municipio y localidad española de la provincia de Palencia, en la comunidad autónoma de Castilla y León. Se encuentra en la comarca de El Cerrato y limita con los términos municipales de Villahán, Tabanera de Cerrato, Quintana del Puente, Torquemada, Valdecañas de Cerrato, Cordovilla la Real y Hornillos de Cerrato.

## Toponimia
El nombre del pueblo ya aparecía en el llamado Fuero de Palenzuela a finales del siglo XI como la aldea de Ferrera (Tierra de herreros y trabajadores del mismo metal) ya que en esos tiempos había constancia de haber bastantes herrerías y familias dedicadas al trabajo del metal en la villa. Más tarde se le incluyó el topónimo de Valdecañas el cual se refiere como su mismo nombre indica a un valle de cañas, un lugar fértil, Val de Cannas.

## Geografía
Integrado en la comarca de El Cerrato, se sitúa a 33 kilómetros de la capital palentina. El término municipal está atravesado por la Autovía de Castilla A-62 entre los pK 57 y 60. El relieve del territorio está caracterizado por el valle del río Arlanza y los páramos que se alzan lejos de los cauces del río y del arroyo del Prado. La altitud del municipio oscila entre los 902 metros en la zona de páramos, al sureste, y los 743 metros a orillas del río Arlanza. El pueblo se alza a 771 metros sobre el nivel del mar. 
| Noroeste: Cordovilla la Real   | Norte: Quintana del Puente | Noreste: Villahán            |
| Oeste: Torquemada              |                            | Este: Villahán               |
| Suroeste: Hornillos de Cerrato | Sur: Valdecañas de Cerrato | Sureste: Tabanera de Cerrato |

## Historia
El pueblo de Herrera ya es citado en el siglo XI, exactamente el 1 de enero de 1061 por el rey Alfonso VI de Castilla en el Fuero de Palenzuela y a la vez dotado por su hermano Sancho II.
Siglos más tarde paso por el la reina Juana I de Castilla cuando iba en dirección de la villa de Torquemada a unos escasos 7 km de esta misma localidad, aunque no se tiene constancia de que hubiese parado en el municipio de Herrera.
En el siglo XIX había constancia de que en el pueblo había cinco ermitas: San Miguel, San Antón, San Esteban, San Cristóbal y la Virgen de los Remedios. De estas cuatro últimas solo se conservan las imágenes de los titulares en la iglesia de Santa Cecilia. La ermita de la Virgen de los Remedios fue abandonada a finales del siglo XIX, pero ha sido recuperada.
Ya en el siglo XX, en la guerra civil española, el pueblo quedó en manos nacionales, no hubo fusilamientos en la localidad gracias a la figura del cura. 
El 26 de abril de 1947 la iglesia parroquial de Herrera sufrió el derrumbe de su campanario y la mayor parte de una de las naves, más tarde se reconstruyó. Esta fue 7 años antes nombrada Bien de Interés Turístico Nacional, ya que consta de un magnífico retablo barroco en la nave central aunque el edificio sea de estilo gótico.

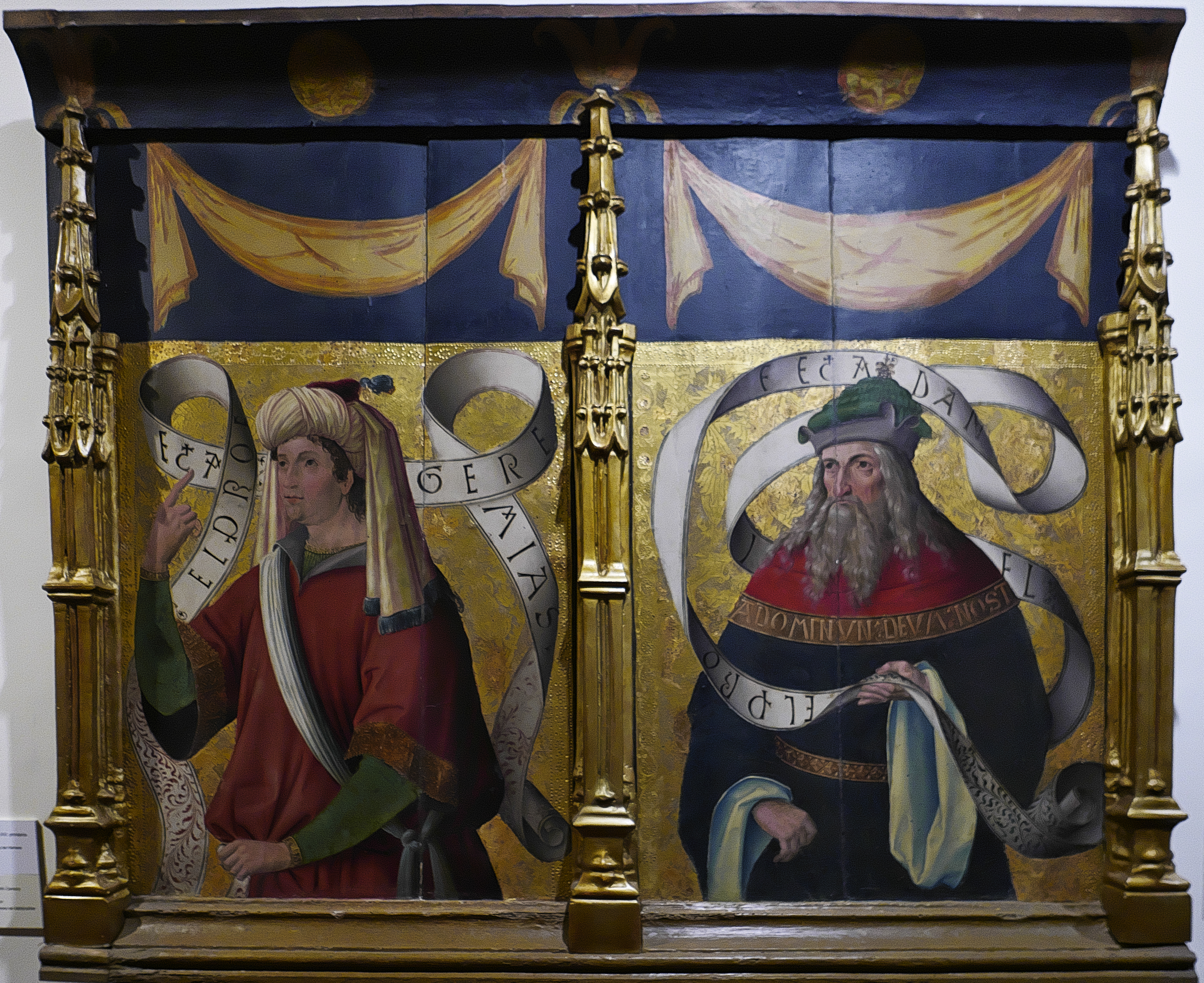
Iglesia de Santa Cecilia, pintura del Maestro de Támara
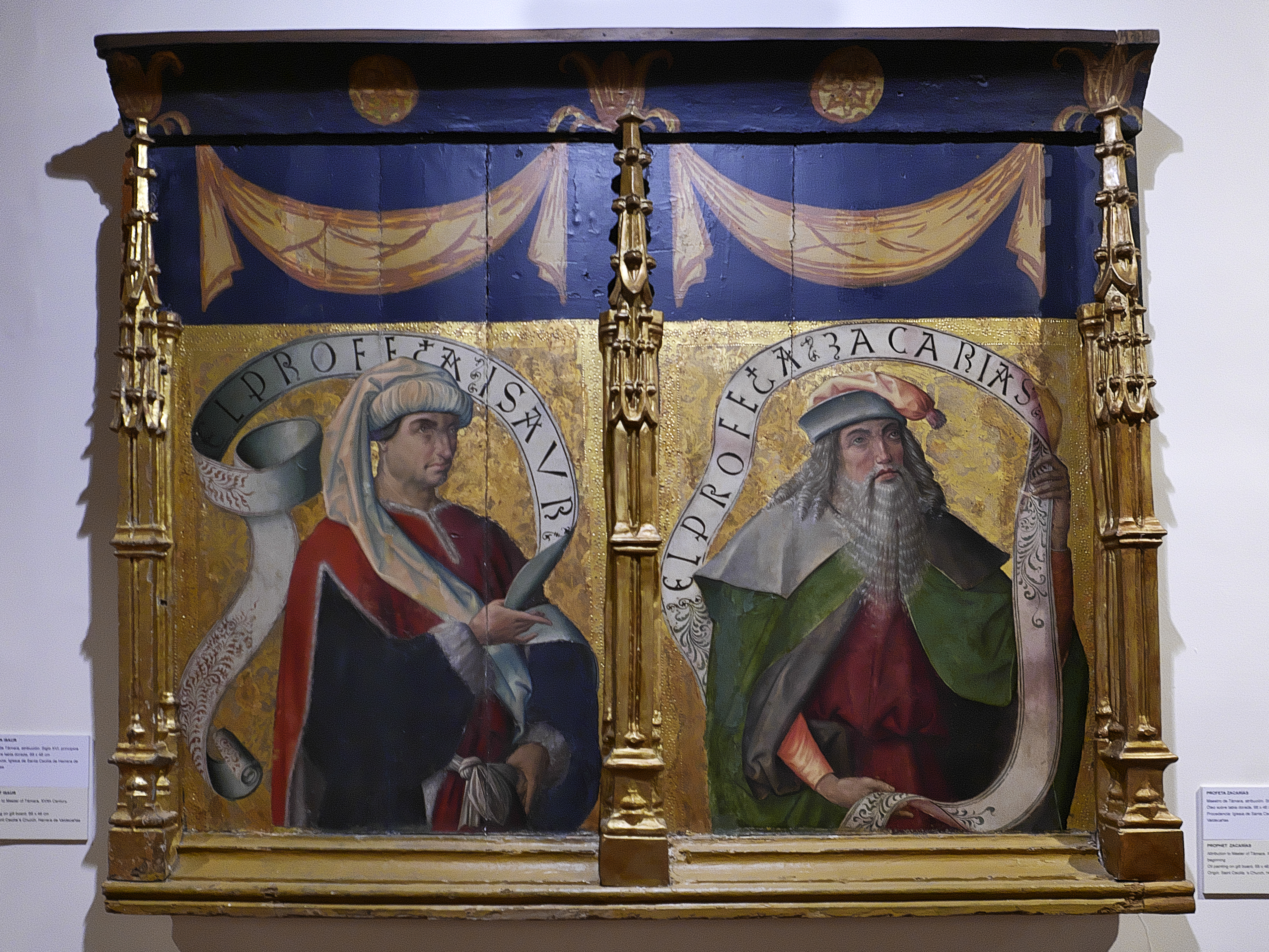
Iglesia de Santa Cecilia, pintura del Maestro de Támara
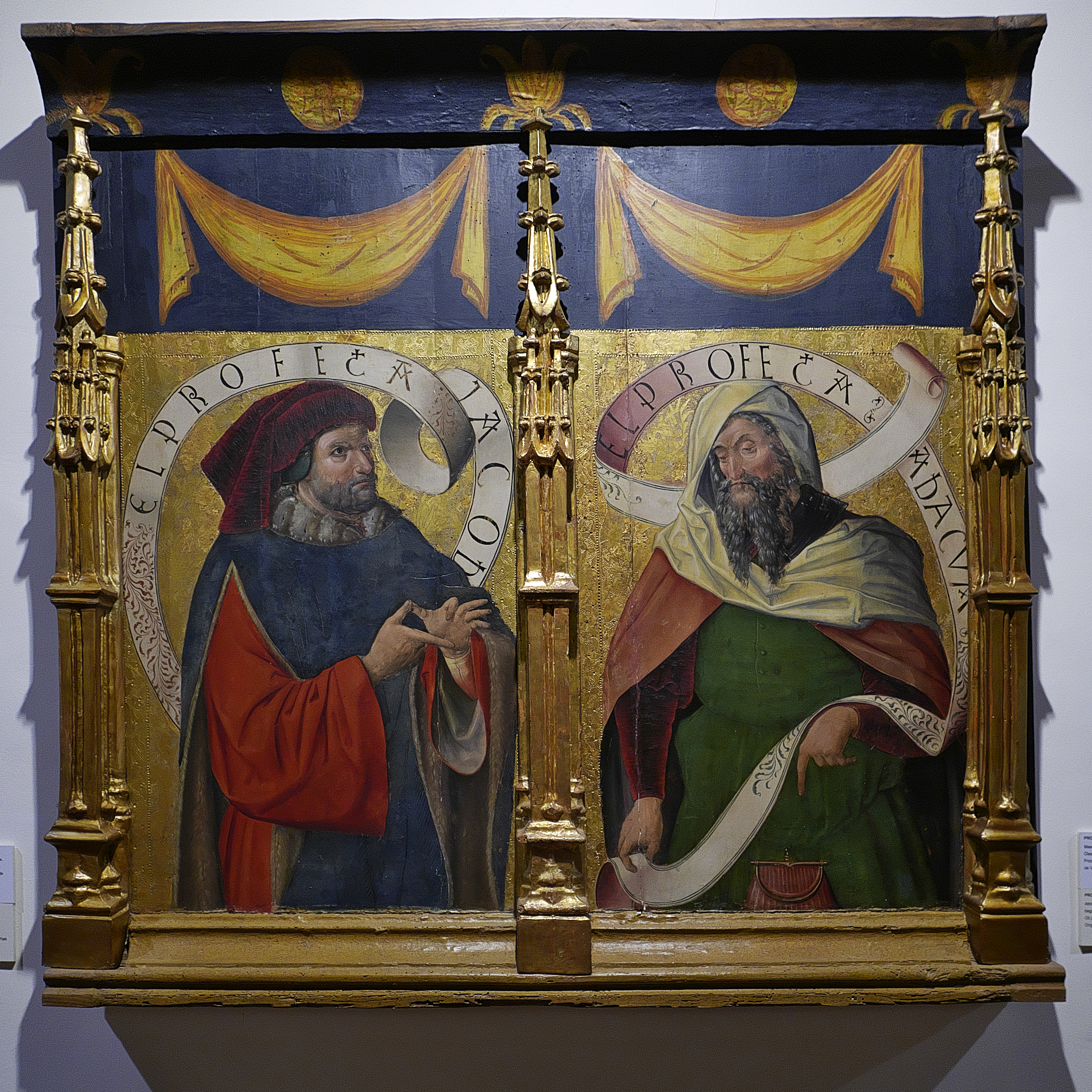
Iglesia de Santa Cecilia, pintura del Maestro de Támara

### SigloXIX
Así se describe a Herrera de Valdecañas en la página 184 del tomo IX del Diccionario geográfico-estadístico-histórico de España y sus posesiones de Ultramar, obra impulsada por Pascual Madoz a mediados del siglo XIX:

HERRERA DE VALDECAÑAS

Villa con ayuntamiento en la provincia de Palencia (5 leguas), partido judicial de Baltanás (2), diócesis de Burgos y audiencia territorial y capitanía general de Valladolid (12).
Situada en la falda de una colina en los confines de unos estrechos valles desde cuyo punto se descubre una hermosa vega y algunas poblaciones; su clima es frío, los vientos que le combaten los de N y O y las enfermedades más comunes calenturas intermitentes.
Tiene 140 casas, inclusa la municipal, generalmente de dos pisos y antiguo corral dependiendo de la vivienda, formando calles irregulares, algunas de ellas recién pavimentadas, escuela de primeras letras a la que concurren 38 niños y 8 niñas dotada con 1.446 reales en metálico y frutos; las escuelas recién convertidas en bar municipal; una iglesia parroquial, su tutelar Santa Cecilia, servida por un cura beneficiado entero y otro medio; un sacristán y un organista; contiguo a ella está el cementerio nada favorable a la salud; hay una ermita de Nuestra Señora de los Remedios recién reformada; el municipio cuenta con diferentes fuentes de agua y dos antiguos pilones recién reformados.
Confina el término por N con Quintana del Puente; E Villahán; S Valdecañas, y O Torquemada.
El terreno en general es llano y aunque participa de algunos valles, es flojo, árido y poco fértil; le riega el río Arlanza y Arlanzón que corriendo de N a O a distancia de 1/4 legua de la población, deja esta a su izquierda.
Los caminos son locales, algunos carreteros y los demás de herradura, atraviesa su término la carretera de Burgos a Valladolid.
El correo lo recibe de Baltanás por un encargado.
Producciones: trigo, cebada, centeno, avena y vino.
Industria: la agrícola y un molino harinero.
Comercio: está reducido al cambio de cereales sobrantes por los artículos de que carecen.
Población: 129 vecinos, 661 almas.

Capital productivo: 292.395 reales. Imponible: 16.983. El presupuesto municipal asciende a 2.400 reales, y se cubre con el producto de las fincas de propios.

## Geografía humana

### Demografía
Cuenta con una población de 157 habitantes (INE 2024).

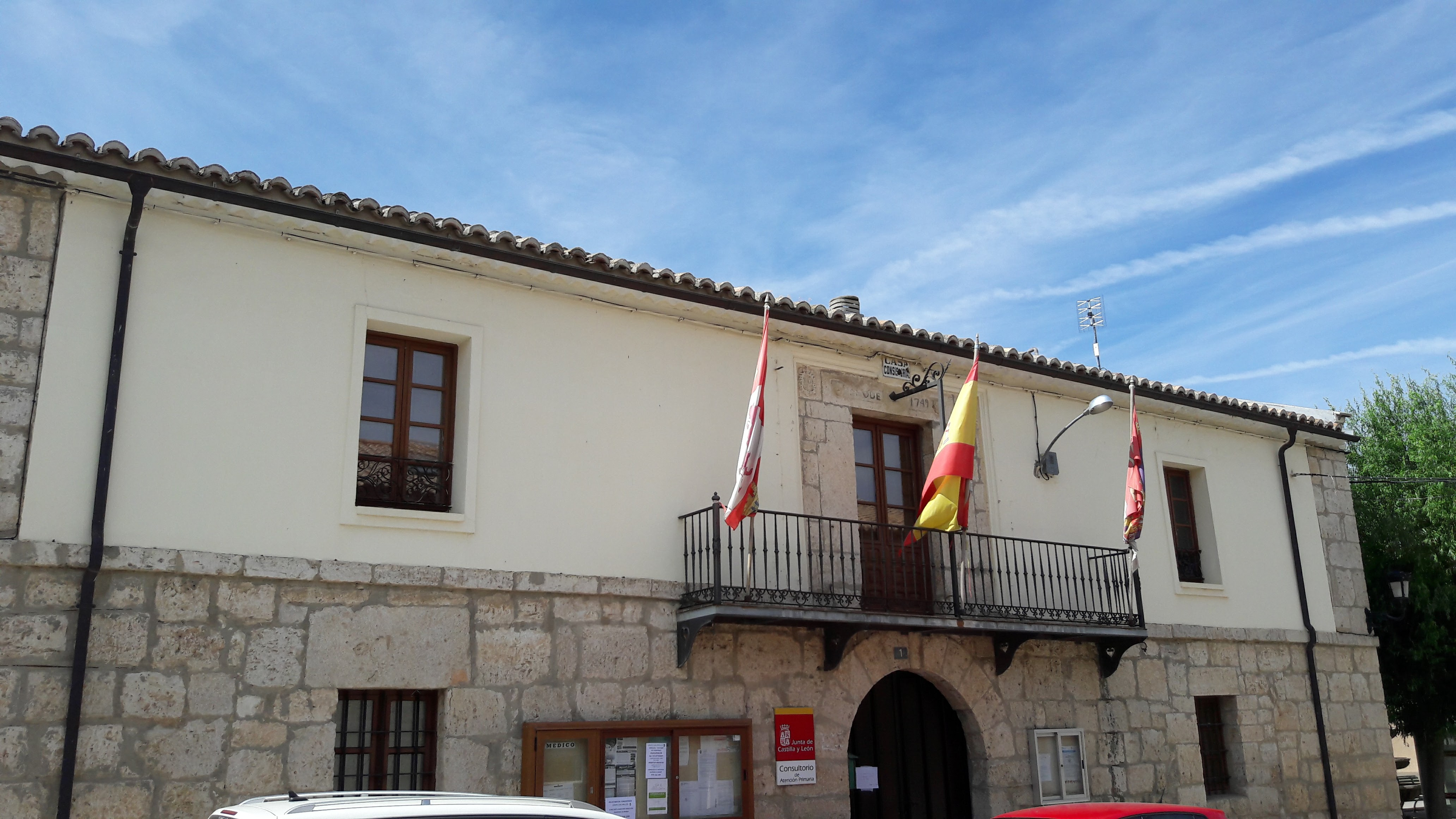
Casa consistorial

| Gráfica de evolución demográfica de Herrera de Valdecañas entre 1842 y 2021                                                                                                  |
| |
| Población de derecho según los censos de población del INE Población de hecho según los censos de población del INEEn este censo se denominaba Herrera de Val de Cañas: 1842 |

### Economía
Agricultura, ganadería, industria alimentaria y energética (planta de biodiésel, parque de aerogeneradores y minicentral hidráulica).

## Cultura

### Patrimonio

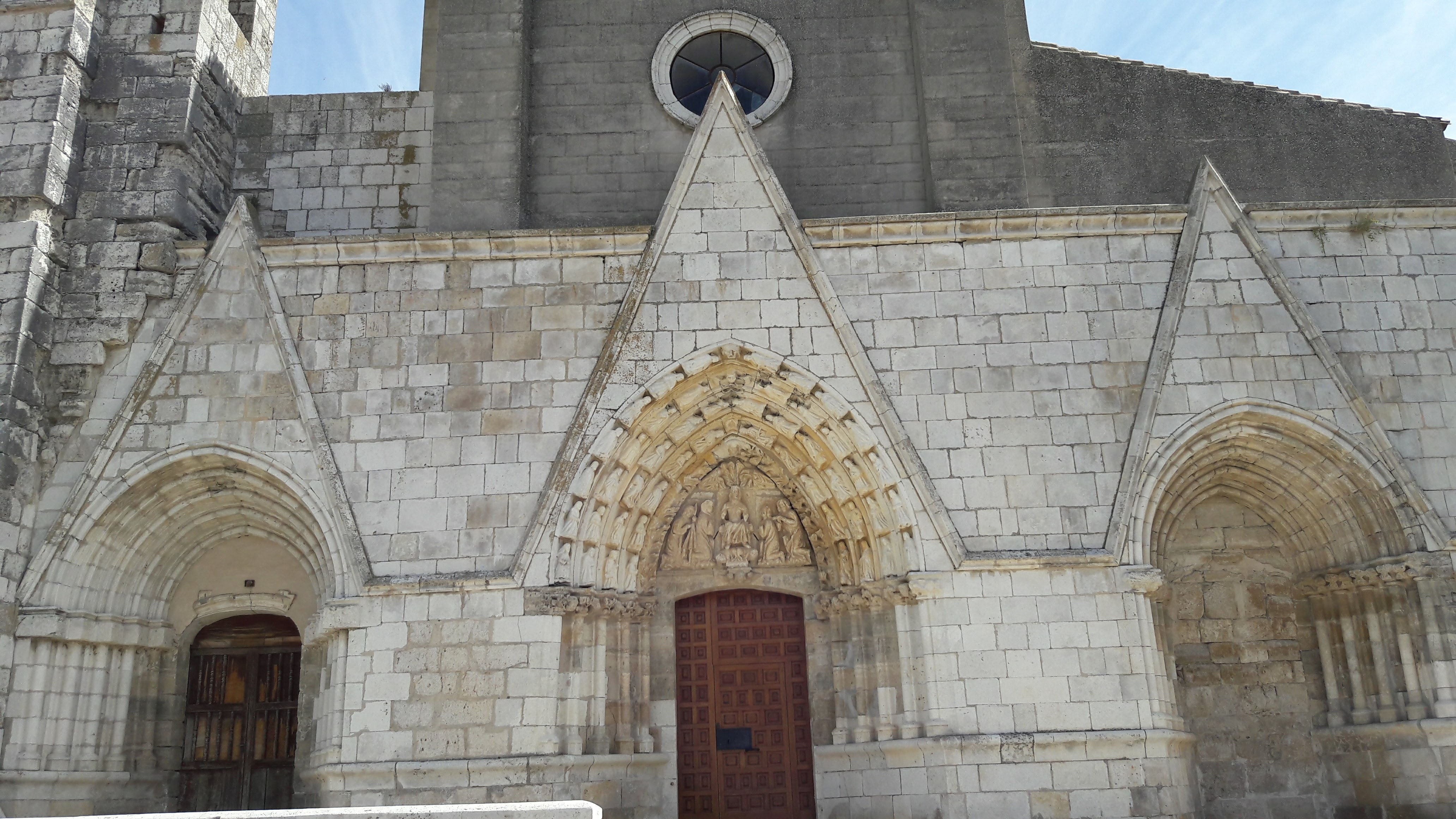
Fachada de la iglesia de Santa Cecilia

- Iglesia de Santa Cecilia: Construida en el siglo XIII, con reformas de los siglos XV y XVI. Además consta de varios retablos barrocos, la mayoría del siglo XVII. Declarada BIC.
- Ermita de la Virgen de los Remedios, levantada a mediados del siglo XVI, en 2013 fue restaurada.

- Pilón del siglo XIX.

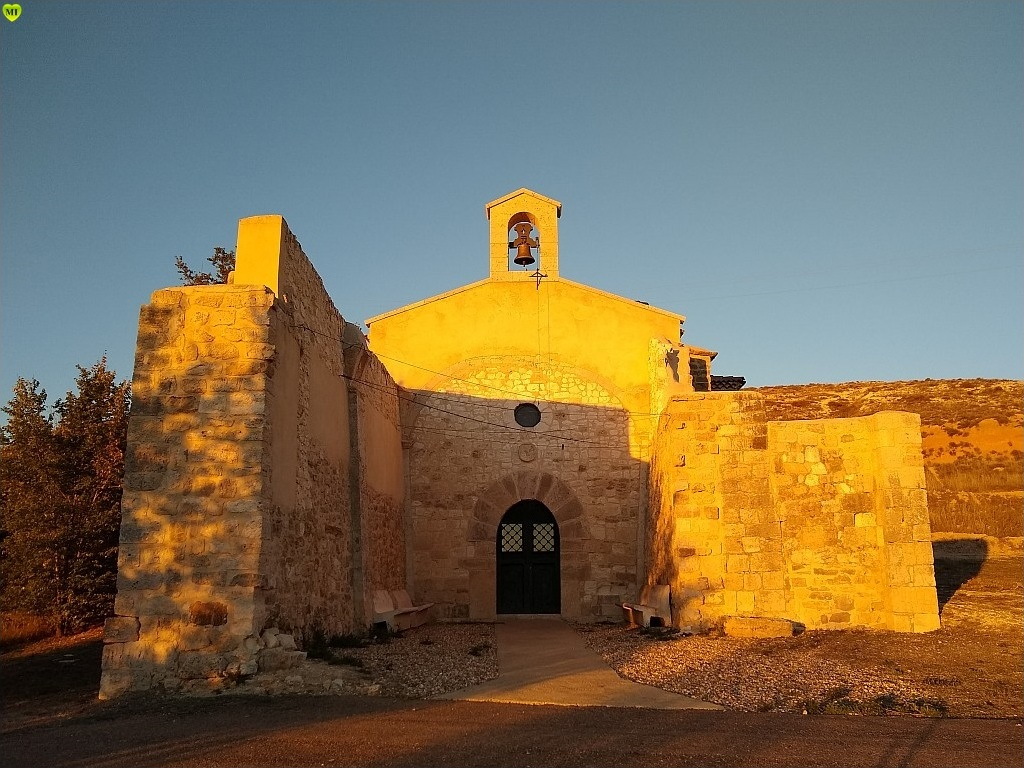
Ermita de la Virgen de los Remedios

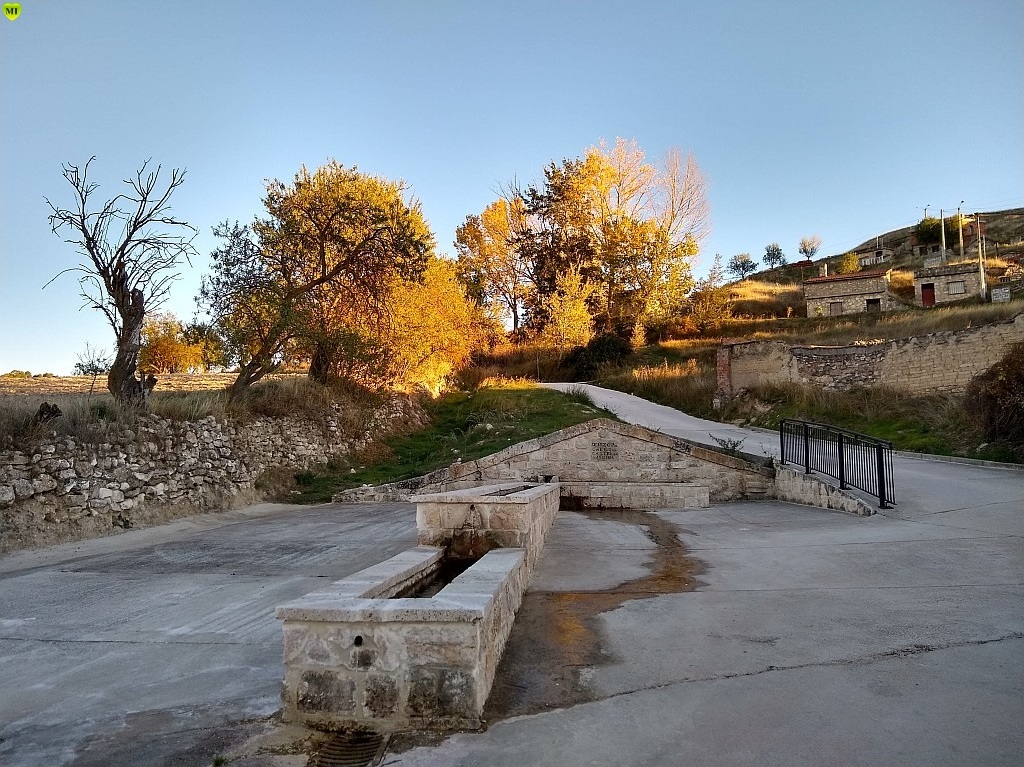
Fuente (año 1856) y pilón

- Casa consistorial. Fue edificada en el siglo XVIII y consta con dos escudos en el dinetel de la ventana principal. La puerta es de medio punto, tradicional de la construcción castellana de aquellos siglos.
- Bodegas. Toda la ladera sobre la que se asienta la localidad está excavada puesto que sobre ella se asientan numerosas bodegas, casi 300, muchas de ellas excavadas a principios y mediados del siglo XIX cuando por entonces se vivía del vino en el pueblo. Aún quedan encima de los dinteles en muchas de ellas inscripciones de cuando fueron realizadas.

Las escuelas municipales construidas en el siglo XX y reformadas en los primeros años del siglo XXI, son de utilidad para la representación de teatro, actividades culturales, comidas populares o incluso albergar bailes y verbenas en las fiestas de San Isidro y Santa Cecilia.

### Fiestas
- San Isidro: 15 de mayo: en este día se celebra una solemne procesión al patrón del pueblo en la cual casi todos los vecinos asisten bailándole por las calles del pueblo. Ya por la tarde se anima la fiesta con baile y verbena
- Santa Cecilia: 22 de noviembre. Es la patrona de la localidad. Se celebran juegos para niños y discomovil en las antiguas escuelas.
- Virgen de los Remedios: segundo fin de semana de agosto. Son las fiestas mayores del pueblo, se rescataron a finales de los años noventa. Duran 3 días, aunque la semana anterior se celebra la semana cultural, en esta semana hay numerosas actividades para todos los públicos y juegos tradicionales. La víspera de la Virgen de los Remedios, es decir, el viernes, tiene lugar en la ermita una ofrenda floral, contándole la Salve a la imagen de la Virgen, a la cual se la tiene mucha devoción en la localidad. Al finalizar se reparte el pan y la naranja típicos de la fiesta. También hay orquestas que animan las noches.